# Font de la Rabassada
La Font de la Rabassada o Font de l’Arrabassada és un conjunt de tres fonts d'aigua no potable al terme de Sant Cugat del Vallès dins del Parc Natural de Collserola. Es troba a la capçalera del torrent de la Rabassada, just per sota de la carretera de la Rabassada i a tocar la font d'en Ribes. Format per tres fonts en una gran esplanada arbrada en raja poca aigua. Formava part dels jardins de l'antic Casino de l’Arrabassada.
Es tracta d’un conjunt modernista d'unes formes voluminoses i irregulars amb bancals del mateix material que ressegueixen tota l'alçada del marge. Hi ha dues fonts separades uns 10 metres una de l'altra, inserides dins el marge i formant una petita cavitat folrada per l'interior amb pedra vista. Una tercera font queda aïllada del conjunt principal, uns metres a la dreta. Sota l'ombra d'uns til·lers de l'esplanada, hi ha una taula de pícnic amb indicacions de les direccions de diverses ciutats i un banc corregut entre els brocs.